# フレンズ (第10シーズン)
デヴィッド・クレーンとマルタ・カウフマン発案によるアメリカ合衆国のシットコム『フレンズ』の最終シーズンとなる第10シーズンは、2003年9月25日にNBCで放送が始まった。『フレンズ』はブライト/カウフマン/クレーン・プロダクションズによりワーナー・ブラザース・テレビジョンの協力の下で製作された。第10シーズンは全18話構成であり、2004年5月6日に最終回を迎えた。

## キャストとキャラクター
| - レイチェル・グリーン - ジェニファー・アニストン - モニカ・ゲラー - コートニー・コックス - フィービー・ブッフェ - リサ・クドロー - ジョーイ・トリビアーニ - マット・ルブランク - チャンドラー・ビング - マシュー・ペリー - ロス・ゲラー - デヴィッド・シュワイマー | - マイク・ハナガン - ポール・ラッド - チャーリー・ウィーラー - アイシャ・タイラー - エリカ - アンナ・ファリス - ガンター - ジェームズ・マイケル・タイラー | - ジャニス・リットマン＝ゴラルニック - マギー・フィーラー - ジャック・ゲラー - エリオット・グールド - ジュディ・ゲラー - クリスティナ・ピックルズ - フランク・ブッフェ・Jr - ジョヴァンニ・リビシ - エイミー・グリーン - クリスティナ・アップルゲイト - ベンジャミン・ホバート - グレッグ・キニア - レオナルド・グリーン - ロン・リーブマン - ミッシー・ゴールドバーグ - エレン・ポンピオ - 本人役 - ダニー・オズモンド - ストリッパー - ダニー・デヴィート - マッケンジー - ダコタ・ファニング - エレン - ジェーン・リンチ - アマンダ・ブッファモンティージ - ジェニファー・クーリッジ - ローラ - マリア・ピティロ - チャリティの受付 - マット・ウィンストン - マーク - スティーヴン・エックホルト |

## エピソード
| 通算 話数 | シーズン 話数 | タイトル                                                                      | 監督                       | 脚本                                                                   | 放送日         | 製作 番号      | US視聴者数 (百万人) |
| --- | ------------- | ----------------------------------------------------------------------------- | -------------------------- | ---------------------------------------------------------------------- | -------------- | -------------- | ------------------- |
| 219 | 1             | "ジョーイとレイチェルのキス・・・その後" "The One After Joey and Rachel Kiss" | ケヴィン・S・ブライト      | アンドリュー・ライヒ & テッド・コーエン                                | 2003年9月25日  | 176251         | 24.54               |
| レイチェルとジョーイは2人の関係についてロスに打ち明けることを決め、またロスもチャーリーとの関係をジョーイに伝えようとする。ロスはジョーイに話せたが、ジョーイは怖じ気づいて失敗する。ニューヨークに戻った後、ロスはレイチェルとジョーイのキス現場に出くわしてしまう。モニカは縮れた髪を治すためにコーンロウにするが、チャンドラーはそれを嫌う。モニカはシャワーカーテンに髪の毛が引っかかったために戻すことに決める。マイクはここ数ヶ月付き合っていたプレシャス（アン・デュデック）と別れ話をする必要があったが、フィービーはマイクのアパートで待っている際に彼女に出くわしてしまう。 |               |                                                                               |                            |                                                                        |                |                |                     |
| 220 | 2             | "ダブルデートは楽しい?" "The One Where Ross Is Fine"                          | ベン・ウェイス             | シェリー・ビルシング＝グラハム & エレン・プラマー                      | 2003年10月2日  | 176252         | 22.38               |
| モニカとチャンドラーは養子縁組のプロセスを理解するためにフィービーの知人の夫婦に相談に行く。2人が会いに行くと、モニカは妻（ケリー・ウェイマイアー）と意気投合するが、チャンドラーは自分が養子だとは知らない彼らの息子（ダリル・サバラ）にうっかり真実を明かしてしまい、その上でサンタクロースが実在しないことも言ってしまう。夫婦はチャンドラーが子供に口止め料を渡したことを知ると2人を追い出す。レイチェルとジョーイの関係を知ったロスは動揺しているように見られたが、彼は大丈夫であると彼らに保証する。ロスはチャーリーとのダブルデートにレイチェルとジョーイを招待する。彼らは同意するがロスは泥酔してさんざんなデートに終わる。ロスはジョーイに介抱された翌朝、自分が大丈夫であり、レイチェルと別れてから長い期間があったので2人の関係を止めるべきではないと語り、ジョーイを祝福する。フィービーの前に3つ子を連れたフランク・Jr（ジョヴァンニ・リビシ）が現れ、育児に疲れた彼は1人をフィービーにあげたいと言い出す。結局彼は子供を諦めることができなかったが、フィービーは弟夫婦には休息がj必要であることに気付いてベビーシッターを申し出る。チャンドラーは三つ子たちに生みの親がフィービーであることをうっかり明かしてしまう。 |               |                                                                               |                            |                                                                        |                |                |                     |
| 221 | 3             | "レイチェル&ジョーイの甘い夜" "The One with Ross's Tan"                       | ゲイリー・ハルヴォーソン   | ブライアン・バックナー                                                 | 2003年10月9日  | 176253         | 21.87               |
| モニカを日焼けを見たロスは自分も日焼けサロンに行く。一見単純に思える指示を聞いた後に彼は誤って通常の倍の線量を身体の全面だけに摂取してしまう。一連の事故によりロスは過剰に真っ黒になるまで日焼けしてしまう。レイチェルとジョーイは関係を次の段階まで進めようとするが、レイチェルはジョーイを誤って叩いてしまい、またジョーイはレイチェルの服を脱がすことが出来ない。結局ジョーイとレイチェルは友達を続けることにする。モニカとフィービーはイギリスに行った嫌な旧友（ジェニファー・クーリッジ）との絶縁を試みる。だがその過程でフィービーが昔モニカとの絶縁を試みていたことが明らかとなる。 |               |                                                                               |                            |                                                                        |                |                |                     |
| 222 | 4             | "エマのファースト・バースディ" "The One with the Cake"                        | ゲイリー・ハルヴォーソン   | ロバート・カーロック                                                   | 2003年10月23日 | 176254         | 18.77               |
| ロスとレイチェルはエマの誕生パーティを開き、一同はなんとかしてそこに留まろうとするが、チャンドラーとモニカはロマンチックな週末旅行を計画、フィービーはマッサージの予約客、ジョーイはオーディションの予定が入ってパーティを抜ける必要に迫られる。ロスの両親が訪れるとパーティが始めるが、ケーキが注文したはずのバニーではなく卑猥なデザインになっていることに気付く。レイチェルとロスはケーキを治しに行くが、他の4人は誰がこの場に残るかを巡って争い、モニカとチャンドラーが敗れる。レイチェルとロスが帰る前にジョーイとフィービーも戻り、一同はエマの誕生日を祝う。 |               |                                                                               |                            |                                                                        |                |                |                     |
| 223 | 5             | "フィービー&マイクのアニバーサリー" "The One Where Rachel's Sister Babysits"  | ロジャー・クリスチャンセン | ダナ・クライン・ボルコー                                               | 2003年10月30日 | 176255         | 19.37               |
| レイチェルの妹のエイミー（クリスティナ・アップルゲイト）が現れて金目当ての結婚をすることを報告するとレイチェルは以前の自分と重ねて彼女を更生させようとする。エイミーはエマ（エラと呼んでいる）のベビーシッターを引き受けるが、勝手にエマの耳にピアスの穴を開けてしまう。マイクはスタジアムの大画面を使ってのフィービーへのプロポーズを計画するが、直前に別のカップルが同じ方法を使ったのをフィービーが小馬鹿にしたのを見て中止する。マイクは最終的にレストランでプロポーズしてフィービーはそれを受け入れる。モニカとチャンドラーはジョーイに養子あっせん業者への推薦状を書くように頼む。ジョーイは手書きで推薦状を書き、あっせん業者はそれを子供の字だと思い込んだために無事に2人は承諾される。 |               |                                                                               |                            |                                                                        |                |                |                     |
| 224 | 6             | "ロス、恋の面接審査" "The One with Ross's Grant"                              | ベン・ウェイス             | セバスチャン・ジョーンズ                                               | 2003年11月6日  | 176256         | 20.38               |
| ロスは古生物学の助成金に応募するがその担当者はチャーリーの元ボーイフレンドのベンジャミン・ホバート（グレッグ・キニア）であり、まだ彼はチャーリーに未練を残していることが判明する。ベンジャミンはロスの面接の際に古生物学とは無関係な質問をすることで妨害する。その後ベンジャミンと会ったチャーリーもまた彼とよりを戻す気になったためにロスとは破局する。マイクの部屋に引っ越すこととなったフィービーは自作の不気味なアートのグラディスを手放すこととなり、内心嫌がるモニカとレイチェルは互いに押しつけ合う。結局レイチェルがグラディス、モニカはもう1つの不気味なアートのグリニスを貰うこととなる。ジョーイはチャンドラーの仕事で作るコマーシャルに自分を売り込むが、チャンドラーはそれはジョーイに合わない役だと言って断る。諦めきれないジョーイは過去のコマーシャルの仕事を収めたビデオテープをチャンドラーに渡すが、彼は上司に見られた上で断られたと嘘をつく。ジョーイはテープの中身が奇妙な日本の男性用口紅のコマーシャルであり、チャンドラーがそれについて何もコメントしなかったことから嘘をついていると見抜く。 |               |                                                                               |                            |                                                                        |                |                |                     |
| 225 | 7             | "フィービーのウェディングプラン" "The One with the Home Study"                | ケヴィン・S・ブライト      | マーク・カナース                                                       | 2003年11月13日 | 176257         | 20.21               |
| モニカとチャンドラーのもとに養子縁組の面接官のローラがやってくるが、彼女はかつてジョーイと一度寝た後にそのまま連絡を貰えなかった過去があったことが判明し、2人はジョーイとは友人でないふりをする。2人はジョーイを部屋の中に入れなかったが、彼は非常口を使って強引に現れ、ローラと鉢合わせとなる。ジョーイは連絡をよこさなかったのは彼女の方であると言いくるめて、彼女は納得する。フィービーとマイクは豪華な結婚式を開かずに市役所で安く済ませ、その分の金をチャリティに寄付をする。その後、彼らは心変わりして返金してもらうが、罪悪感に駆られてしまう。最終的にチャリティ団体側は寄付を拒否し、良い結婚式を開くようにと伝える。ロスはレイチェルのブランコ恐怖症を乗り越える手助けをし、一方でレイチェルはロスのクモ恐怖症を治そうとする。 |               |                                                                               |                            |                                                                        |                |                |                     |
| 226 | 8             | "感謝祭にリベンジ!" "The One with the Late Thanksgiving"                      | ゲイリー・ハルヴォーソン   | シャナ・ゴールドバーグ＝ミーハン                                       | 2003年11月20日 | 176259         | 20.66               |
| モニカとチャンドラーは当初は感謝祭を開催しないつもりであったが、モニカはフィービーの口車に乗って結局ディナーの準備をする。だがレイチェルとフィービーは美人コンテストにエマを出場させ、またロスとジョーイはレンジャーズの試合を観戦したために結局4人は1時間近く遅刻してしまう。怒ったモニカとチャンドラーはドアに鍵をかけて4人が入れないようにする。レイチェルの合鍵でドアを開けるがチェーンがかけられており、強引に頭を入れたジョーイは出られなくなり、無理にドアを引いたところ壊れて食事が置かれたテーブルに飛び込んでしまう。だがちょうどその時に養子あっせん所からオハイオ州で候補となる子供が生まれる電話を受けるとモニカは怒りを忘れ、一同は感謝祭の席に着く。 |               |                                                                               |                            |                                                                        |                |                |                     |
| 227 | 9             | "ウソは真実のはじまり?" "The One with the Birth Mother"                       | デヴィッド・シュワイマー   | スコット・シルヴェリ                                                   | 2004年1月8日   | 176258         | 25.49               |
| モニカとチャンドラーはオハイオ州に飛んで出産予定の母親のエリカ（アンナ・ファリス）に会う。エリカはあっせん所側の手違いでチャンドラーが医者、モニカが牧師であると誤解する。2人はそのまま職業を偽るが、罪悪感を抱いたチャンドラーはモニカを説得して正直に打ち明けると怒ったエリカは彼らを拒絶する。チャンドラーはエリカの後を追って説得する。エリカは2人が親に相応しいと考え直し、彼らがその子を養子にできることが決まる。一方でジョーイはフィービーの友人のサラ（アニー・パリッセ）とデートをした際に自分のポテトを勝手に食べられたことに腹を立てる。ロスはレイチェルとフィービーと共に買い物に行き、服選びを手伝って貰うが、彼とレイチェルのバッグが入れ替わってしまう。ロスは気付かないまま彼女の女性用のセーターを着てしまい、デートで相手と同じものを着ていたと気付いてすぐに別れることとなる。 |               |                                                                               |                            |                                                                        |                |                |                     |
| 228 | 10            | "チャンドラー 空白の45分間" "The One Where Chandler Gets Caught"              | ゲイリー・ハルヴォーソン   | ドティ・エイブラムス                                                   | 2004年1月15日  | 176268         | 26.68               |
| レイチェルとフィービーはチャンドラーが見知らぬ女性を車に乗せているのを目撃する。チャンドラーが仕事だと言ってはぐらかすと彼女らは尾行し、2人が郊外の家に入るのを目撃する。チャンドラーが浮気していると考えた彼女らはロスとジョーイに伝え、4人はモニカにも伝える。チャンドラーとモニカはその女性が不動産業者であり、2人は子育てに向いた郊外に引っ越すために物件を探していたことを明かす。4人はこれまでの出来事を振り返りつつ、街に留まるように説得する。最後にモニカとチャンドラーは希望していた物件の購入が決まり、4人にプレゼントを渡した直後に引っ越しのことを伝える。 |               |                                                                               |                            |                                                                        |                |                |                     |
| 229 | 11            | "ゴージャスすぎるストリッパー" "The One Where the Stripper Cries"             | ケヴィン・S・ブライト      | デヴィッド・クレーン & マルタ・カウフマン                              | 2004年2月5日   | 176260         | 24.91               |
| Mモニカとチャンドラーはフィービーの独身パーティを開くが、彼女はストリッパーがいないことに失望する。レイチェルとモニカは慌てて男性のストリッパー（ダニー・デヴィート）を呼ぶが、フィービーは到着した彼を侮辱して泣かしてしまう。ロスとチャンドラーは大学の同窓会に出席し、当時2人が誓いを結んでデートをしなかったミッシー（エレン・ポンピオ）を見つける。ロスは彼女にアプローチするが、実はチャンドラーとデートしていたことが判明する。詰めよるロスにチャンドラーは彼も誓いを破ってパーティで別の女性（キンバリー・デイヴィ）とデートしていたと反論する。更にチャンドラーは同じパーティを訪れていたレイチェルにキスをしたこと暴露する。ロスもその夜にレイチェルと初めてキスをしたが、後にその相手は実はモニカであったことが判明し、2人は動揺する。ジョーイはテレビのクイズ番組『ピラミッド』にゲスト出演するも失敗続きでパートナーを怒らせる。ジョーイは最終ラウンドで名誉挽回を狙うが、最後の質問で失敗してしまう。 |               |                                                                               |                            |                                                                        |                |                |                     |
| 230 | 12            | "フィービー 夢のブルー・ウェディング" "The One with Phoebe's Wedding"         | ケヴィン・S・ブライト      | ロバート・カーロック & ダナ・クライン・ボルコー                        | 2004年2月12日  | 176262         | 25.90               |
| 一同はフィービーの結婚式を間近に控えるが、プランナーのモニカの過剰なスケジュールに管理は皆を苛立たせる。最終的にフィービーはモニカをクビにして自分でプランナーを務めるが、それにより多忙になる。一方ジョーイは出席できなくなったフィービーの父親に代わって付き添い役に任命されるとマイクに義父のように説教を始める。ロスとチャンドラーは結婚式で何の役割も与えれていないことに気付いて落胆するが、マイクの付き添い役が出席不能となって代理を募集すると2人はそれを巡って争う。当日、猛吹雪がニューヨークを襲うとフィービーとマイクは延期せずに路上で結婚式を開催することを決め、資格を持っているジョーイは来られなくなった牧師の代行を務め、またフィービーはモニカを再びプランナーに任命する。マイクは付き添い役を自分の飼い犬に決め、ロスはその犬を抱く係、チャンドラーは牧師役となったジョーイに代わってフィービーの付き添い役となる。結局全てが上手く運び、フィービーは雪に覆われたセントラル・パークの前の通りで結婚式を迎える。 |               |                                                                               |                            |                                                                        |                |                |                     |
| 231 | 13            | "ロスのセックス禁止令" "The One Where Joey Speaks French"                     | ゲイリー・ハルヴォーソン   | シェリー・ビルシング＝グラハム & エレン・プラマー                      | 2004年2月19日  | 176261         | 24.27               |
| フィービーはジョーイのオーディションのためにフランス語の話し方を教える。レイチェルは父親が心臓発作を起こした、ロスと一緒にロングアイランドに行く。落ち込むレイチェルはロスに同情セックスを求めるが、彼はそれは良くないと言って拒否する。翌朝レイチェルは腹を立て、2人は二度とセックスするべきではないと結論づける。だが街に戻ったレイチェルは一緒に来てくれたロスに感謝し、これまでの行為を振り返る。レイチェルは2人の関係は「もう無し」ではないと言って部屋に戻り、ロスは混乱する。一方でエリカはニューヨーク観光のためにモニカとチャンドラーのもとを訪ね、赤ん坊の父親がシャベルで人を殺した人間かもしれないことを明かす。 |               |                                                                               |                            |                                                                        |                |                |                     |
| 232 | 14            | "レイチェルの華麗なる転身" "The One with Princess Consuela"                   | ゲイリー・ハルヴォーソン   | 原案: ロバート・カーロック 脚本: トレイシー・ライリー                  | 2004年2月26日  | 176263         | 22.83               |
| レイチェルはレストランでグッチの代理人（ブレント・スパイナー）からヘッドハンティング面接を受けるが、隣のテーブルにラルフ・ローレンの上司が座っていて話を聞かれたために解雇され、またグッチの面接も不採用となってしまう。落ち込むレイチェルであったがブリーミングデールズ時代の同僚のマーク（スティーヴン・エックホルト）と再会し、彼の伝でパリのルイ・ヴィトンからのオファーを受ける。結婚したばかりのフィービーは名前をファービー・ハナガンに変更するために役所に行くが、好きな名前に変更できることを知った彼女は名前をプリンセス・コンスエラ・バナナハンモックに変更する。このことに感心しなかったマイクは自分も名前をクラップ・バック（クソ袋）に変更する。最終的に納得したフィービーは名前をフィービー・ブッフェ＝ハナガンに再び変更する。モニカとチャンドラーと一緒に家を見学しに行ったジョーイは8歳の女の子（ダコタ・ファニング）から友人を祝福するようにと諭される。 |               |                                                                               |                            |                                                                        |                |                |                     |
| 233 | 15            | "ジョーイに教えるな!" "The One Where Estelle Dies"                            | ゲイリー・ハルヴォーソン   | 原案: マーク・カナース 脚本: デヴィッド・クレーン & マルタ・カウフマン | 2004年4月22日  | 176264         | 22.64               |
| ジョーイのエージェントのエステルが急死するが、一同は最近の目まぐるしい状況の変化に動揺する彼に訃報を伝えない。フィービーはエステルの声を真似して電話をかけるが、既に彼女の死を知ったジョーイはそれを死者からのものであると誤解して恐怖する。不動産業者（ジェーン・リンチ）から新居の隣の家を見学させてもらったモニカとチャンドラーはジャニス（マギー・フィーラー）に再開し、彼女がそこを購入するつもりであることを知るとチャンドラーはそれを阻止するために動く。レイチェルをパリに行かせたくないロスは彼女が古い職場に戻れるように働きかける。しかしレイチェルがパリでの仕事を本当に望んでいたことを知ると結局ロスは行くように説得する。 |               |                                                                               |                            |                                                                        |                |                |                     |
| 234 | 16            | "Good-bye レイチェル" "The One with Rachel's Going Away Party"                | ゲイリー・ハルヴォーソン   | アンドリュー・ライヒ & テッド・コーエン                                | 2004年4月29日  | 176265         | 24.51               |
| 出産を間近に控えたエリカがニューヨークに到着し、一方で一同はレイチェルの送別パーティを開く。パーティでレイチェルは1人ずつ個別に別れの言葉を告げて涙を誘うが、ロスだけには話さない。その後レイチェルはロスのアパートを訪ね、これまでのつながりがあったために別れを言うのが非常に難しかったことを明かし、2人は感情的に言い争った後にキスをする。モニカとチャンドラーのアパートで荷造りが行われる最中、チャンドラーは手錠を発見して持ち主を探ろうとする。エリカは陣痛を起こし、チャンドラーとモニカと共に病院に行く。 |               |                                                                               |                            |                                                                        |                |                |                     |
| 235236 | 1718          | "グランド・フィナーレ" "The Last One"                                         | ケヴィン・S・ブライト      | マルタ・カウフマン & デヴィッド・クレーン                              | 2004年5月6日   | 176266/ 176267 | 52.46               |
| ロスとセックスした後、レイチェルは「最高のサヨナラだった」と言って去り、ロスはまだ彼女への気持ちが残っていることに気付く。モニカとチャンドラーが病院でエリカに付き添う。ロスはフィービーと一緒に空港に言ってレイチェルに気持ちを伝えるが、彼女は飛行機に乗ってしまう。病院でエリカは双子の男女を出産し、チャンドラーとモニカは2人にジャックとエリカと名付ける。飛行機が飛び立つ直前に考えを変えたレイチェルは降りてロスのアパートに行き、自分も彼を愛していると言う。よりを戻した2人はモニカのアパートに行き、6人は鍵を置いて最後にコーヒーを飲みに出かける。一同が去った後、カメラは無人になった部屋を映して終わる。 |               |                                                                               |                            |                                                                        |                |                |                     |

### スペシャル
| スペシャル 話数              | タイトル                          | 放送日       | US 視聴者数 (百万人) |
| ---------------------------- | --------------------------------- | ------------ | -------------------- |
| S02S03                       | "The One with All the Other Ones" | 2004年5月6日 | 36.89                |
| シリーズのフラッシュバック。 |                                   |              |                      |